# Stödtlen
Stödtlen là một thị xã nằm ở huyện Ostalbkreis, thuộc bang Baden-Württemberg, Đức. Dân số nơi đây khoảng 2000 người.

## Thị trưởng
- 1898–1927:      Benedikt Staiger (cha)
- 1927–1974:      Benedikt Staiger (con)
- 1974–1998:      Albert Munz
- Từ năm 1998:      Ralf Leinberger